# Anguirus
Anguirus (アンギラス, Angirasu) er et monster fra Godzilla-filmene. Han debuterede i filmen Godzilla Raids Again (1955) og er Godzillas første fjende, men bliver senere Godzillas ven. Han har udseende som en Ankylosaurus, er 60 meter høj, 100 meter lang og over 1000 ton tung. Anguirus har pigge på ryggen og halen, samt horn på hovedet.

## Film
- Godzilla Raids Again (1955)
- Destroy All Monsters (1968)
- Godzilla vs. Gigan (1972)
- Godzilla vs. Megalon (1973)
- Godzilla vs. Mechagodzilla (1974)
- Godzilla: Final Wars (2004)

## Television
- Godzilla Island (1997-1998)

## Computerspil
- Godzilla / Godzilla-Kun: Kaijuu Daikessen (Game Boy - 1990)
- Battle Soccer: Field no Hasha (SNES - 1992)
- Kaijū-ō Godzilla / King of the Monsters, Godzilla (Game Boy - 1993)
- Godzilla: Battle Legends (Turbo Duo - 1993)
- Godzilla: Monster War / Godzilla: Destroy All Monsters (Super Famicom - 1994)
- Godzilla Giant Monster March (Game Gear - 1995)
- Godzilla Trading Battle (PlayStation - 1998)
- Godzilla: Destroy All Monsters Melee (GCN, Xbox - 2002/2003)
- Godzilla: Domination! (GBA - 2002)
- Godzilla: Save the Earth (Xbox, PS2 - 2004)
- Godzilla: Unleashed (Wii, PS2 - 2007)
- Godzilla Unleashed: Double Smash (NDS - 2007)